# Francisco de Souza Neves
Francisco de Souza Neves (,  – 7 de junho de 1961) foi um político brasileiro.
Nas eleições de 1950 foi candidato a deputado estadual para a Assembleia Legislativa de Santa Catarina pelo Partido Trabalhista Brasileiro (PTB), obtendo 2.661 votos. Ficando como suplente, foi convocado para a 2ª Legislatura (1951-1955), sendo presidente interino da assembleia (1953).